# Carris
Carris (Companhia Carris de Ferro de Lisboa) – firma transportu publicznego w Lizbonie, w Portugalii. Carris jest operatorem lizbońskich autobusów, tramwajów i kolejek linowych. Metro w Lizbonie nie jest obsługiwane przez Carris. Została założona 18 września 1872. W 2008 roku przewiozła łącznie około 234,4 mln pasażerów.
Według stanu na 31 grudnia 2008, Carris zatrudnia 2766 osób, z czego 1692 to kierowcy autobusów i 163 motorniczych tramwajów. Firma posiada 745 autobusów, 57 tramwajów oraz trzy kolejki linowe (Elevador do Lavra, Elevador da Glória i Elevador da Bica) i jedną windę (Elevador de Santa Justa), wszystkie cztery zaprojektowane przez inżyniera Raoula Mesnier de Ponsard.